# Список військових операцій США
До кінця XX століття США застосовували військову силу за кордоном більше 50 разів за 225 років свого існування. В даному списку містяться військові дії за участю США в хронологічному порядку.

## XVIII століття
| Рік  | Регіон                     | Опис військових дій                                               |
| ---- | -------------------------- | ----------------------------------------------------------------- |
| 1775 | Північна Америка           | Війна за незалежність США                                         |
| 1776 | Північна Америка           | Війни чікамога                                                    |
| 1785 | Північна Америка           | Північно-західна індіанська війна                                 |
| 1786 | Північна Америка           | Повстання Шейса                                                   |
| 1798 | Узбережжя США, Пуерто-Ріко | Квазі-війна. Морські і сухопутні військові операції проти Франції |

## XIX століття
| Рік  | Регіон           | Опис військових дій |
| ---- | ---------------- | --- |
| 1801 | Північна Африка  | Перша берберійська війна |
| 1812 | Північна Америка | Англо-американська війна. Стала результатом прагнення Великої Британії до підриву економіки й торгівлі США. А також прагненням США розширити свою територію за рахунок Канади і Флориди. Підсумок: статус-кво                                                      |
| 1815 | Північна Африка  | Друга берберійська війна |
| 1845 | Північна Америка | Американо-мексиканська війна. Внаслідок поразки Мексики, великі територіальні поступки Мексики (майже 50% від своєї тодішньої території). США були віддані Верхня Каліфорнія і Нова Мексика — землі сучасних штатів Каліфорнія, Нью-Мексико, Аризона, Невада і Юта |
| 1853 | Японія           | Командор Меттью Перрі погрозую застосування військової сили проти Японії домагається відкриття японських портів |
| 1854 | Нікарагуа        | Зруйнування міста Сан-Хуан-дель-Норте (Грейтаун), після того як в натовпі був поранений американський посол і не була виплачена компенсація |
| 1893 | Гаваї            | Повалення королеви Гавайських островів Ліліуокалані в результаті державного перевороту, організованого американськими представниками і встановлення режиму протекторату США. Та переслідування борців за незалежність Гавайських островів                          |
| 1898 | Куба             | Іспано-американська війна. В результаті поразки Іспанії Куба підпорядкована американській військовій адміністрації, а Гуам, Пуерто-Ріко та Філіппіни стають колоніями США                                                                                          |
| 1898 | Філіппіни        | За допомогою США Філіппіни оголошують незалежність від Іспанії, проте всупереч колишнім обіцянкам США окупують Філіппіни і створюють там власний колоніальний режим                                                                                                |

## XX століття
| Рік       | Регіон                   | Опис військових дій |
| --------- | ------------------------ | --- |
| 1903      | Гондурас                 | Війська США висаджуються у міста Пуерто-Кортес і втручаються в хід громадянської війни |
| 1905      | Домініканська республіка | Військова інтервенція США в Домініканську республіку |
| 1906      | Куба                     | Кілька військових інтервенцій в Кубу з 1906 по 1909 рік |
| 1907      | Домініканська республіка | Повторна військова інтервенція США, які забезпечили собі фінансовий контроль над Домініканською республікою (до 1940 року) |
| 1907      | Гондурас                 | Для захисту національних інтересів американські війська в ході війни між Гондурасом і Нікарагуа розміщують свої війська в містах Трухільо, Сеїба, Пуерто-Кортес, Сан-Педро-Сула, Лагуна та Чолома |
| 1909      | Нікарагуа                | Американські війська втручаються у внутрішньополітичне протистояння і окуповують Нікарагуа до 1925 року |
| 1911      | Мексика                  | За допомогою американців повалено уряд Порфіріо Діаса |
| 1911      | Гондурас                 | Різні інтервенції США забезпечили монополію американському володінню бананової індустрії. Гондурас до 1925 року впадає в повну економічну, політичну і військово-адміністративну залежність від США |
| 1912      | Куба                     | Військова інтервенція США на Кубу |
| 1914      | Мексика                  | Втручання у внутрішньополітичні справи Мексики і взяття під свою протекцію уряду Венустіано Карранси |
| 1915      | Гаїті                    | Окупація республіки Гаїті до 1934 року і управління нею як протекторатом. Після виведення американських військ збережений контроль над фінансовою політикою |
| 1916      | Нікарагуа                | США виборює собі право на будівництво військових баз |
| 1916      | Мексика                  | Каральна військова експедиція США в Мексику |
| 1916      | Домініканська республіка | Американська окупація Домініканської республіки до 1924 року |
| 1917      | Європа                   | Вступ у Першу світову війну на боці Антанти проти Центральних держав. Участь в окупації Рейнської області до 1923 року |
| 1917      | Куба                     | Військова інтервенція США на Кубі до 1919 року |
| 1917      | Російська імперія        | Інтервенція під час Громадянської війни в Росії. Спільно з Великою Британією і Францією війська США висаджуються в Архангельську, спільно з японцями — у Владивостоці |
| 1919      | Гондурас                 | Військова інтервенція США запобігає революції в Гондурасі |
| 1924      | Гондурас                 | Інтервенція військ США напередодні виборів в Гондурасі «для захисту американських громадян і американських інтересів» |
| 1924      | Китай                    | Американські морські піхотинці висаджуються в Шанхаї «для захисту американців» |
| 1925      | Китай                    | Бої між китайськими угрупованнями приводять до повторної висадки американських військ в Шанхаї |
| 1925      | Гондурас                 | Під час заворушень американські війська окупують місто Сеїба |
| 1926      | Нікарагуа                | Чергова окупація країни до 1933 року. Партизанську війну проти американців очолює Августо Сесар Сандіно |
| 1941      | Європа/Східна Азія       | Участь у Другій світовій війні на різних театрах військових дій. Основними противниками були Японська імперія і Третій Рейх. Післявоєнна окупація переможених країн |
| 1950      | Корея                    | США очолює інтервенцію ООН під час війни в Кореї, скориставшись бойкотом Ради Безпеки ООН з боку СРСР |
| 1953      | Іран                     | ЦРУ і британська розвідка в ході операції Аякс організовують повалення прем'єр-міністра Мохаммеда Мосаддика. Згодом, Іран під час правління Мохаммеда Реза Пахлаві стає найважливішим союзником США на Середньому Сході |
| 1954      | Гватемала                | Вторгнення (Операція PBSUCCESS) і державний переворот з боку найманців ЦРУ проти президента Хакобо Арбенса, який збирався провести глибоку земельну реформу і націоналізувати землі компанії United Fruit Company (через малу зарплату громадянам). Після повалення Арбенса наступають чотири десятиліття військового терору і громадянської війни, в якій гинуть близько 140 тисяч чоловік. Перемир'я в громадянській війні підписується лише в 1996 році           |
| 1958      | Ліван                    | США інтервенує в Ліванській кризі 1958 року |
| 1958      | Китай                    | У конфронтації між КНР і Тайванем за острова Цзіньмень і Мацзу, США висилають на підтримку Тайваню військові кораблі і морську піхоту. |
| 1961      | Куба                     | Група підтримуваних США кубинських бойовиків проводить невдалу операцію у затоці Свиней. |
| 1962      | Куба                     | Під час Карибської кризи острів піддався тотальній блокаді. |
| 1964      | Лаос                     | Американська авіація та наземні війська проводять воєнну операцію в північно-східному Лаосі. Після багаторічних боїв військове рішення визнається безперспективним і американські інтервенційні війська залишають країну в 1973 році. |
| 1964      | В'єтнам                  | США масовано втручаються у війну у В'єтнамі. В ході військових дій в країні знаходиться до 550 тисяч солдатів США. Виведення військ здійснюється лише в 1975 році. |
| 1965      | Домініканська республіка | Окупація республіки до 1966 року після перевороту проти президента Хуана Боша. Країною керує військова хунта, що прийшла до влади за допомогою США. Початок громадянської війни. США входить з 42 тисячами морських піхотинців і проводять вибори, в результаті яких переможцем стаєХоакін Балагер, який служив близько 30 років диктатору Трухільо. У тісній співпраці з американцями Балагер керує країною наступні 35 років.                                      |
| 1965      | Камбоджа                 | США здійснюють бомбардування прикордонних територій вздовж в'єтнамського кордону. Таким чином, Камбоджа втягнута у війну у В'єтнамі. |
| 1980      | Іран                     | Операція «Орлиний кіготь» по звільненню американських заручників в американському посольстві в Тегерані провалюється. |
| 1981      | Афганістан               | Надання моджахедам та іншим афганським групам опору масивної фінансової, військової та логістичної допомоги у війні проти СРСР. |
| 1983      | Іран/Ірак                | США надає воєнну підтримку Ірану в ірано-іракській війні в обмін на звільнення американських заручників в Тегерані. Одночасно, США постачають зброю і іракській стороні. |
| 1983      | Ліван                    | У складі очолюваної ними міжнародної коаліції США інтервенує в громадянській війні в Лівані. В результаті ряду терористичних актів міжнародна коаліція залишає Ліван. |
| 1983      | Гренада                  | В результаті державного перевороту до влади приходить новий уряд, що орієнтується на Радянський Союз. Це призводить до вторгнення США в Гренаду. |
| 1986      | Лівія                    | Як акт відплати за лівійські терористичні акти США бомблять об'єкти в Триполі і Бенгазі (Операція «Каньйон Ельдорадо»). |
| 1988      | Іран                     | Ракетний крейсер США USS Vincennes (CG-49) збиває над Ормузькою протокою пасажирський літак авіакомпанії Iran Air, в результаті чого гинуть 290 осіб. За даними американської сторони їх військовим було неможливо відрізнити іранський пасажирський літак від військового і встановити контакт з пілотами. При цьому американський крейсер в рамках операції «Earnest Will» знаходився в територіальних водах Ірану. Капітан USS Vincennes був удостоєний нагороди. |
| 1989      | Панама                   | Вторгнення США в Панаму. |
| 1991      | Перська затока           | Війна в Перській затоці — міжнародна коаліція на чолі з США звільняє Кувейт, окупований Іраком. |
| 1992-1998 | Ірак                     | Ракетні удари ВПС США по Іраку. |
| 1992      | Сомалі                   | Участь США в миротворчій операції ООН в Сомалі. |
| 1994      | Гаїті                    | Вторгнення багатонаціональних сил очолюваним США на Гаїті, санкціоноване СБ ООН № 940. |
| 1999      | Югославія                | Війна НАТО проти Югославії. |

## XXI століття
| Рік       | Регіон        | Опис військових дій |
| --------- | ------------- | --- |
| 2001      | Афганістан    | У відповідь на терористичний акт 11 вересня 2001 року (війська планували ввести ще до теракту, це лише послугувало приводом) в Нью-Йорку і Вашингтоні США починають війну в Афганістані (з 2001), яка офіційно завершилася в 2014 році. З 2015-го дії поступово відновлювалися, а в кінці серпня 2021 року США вивели всі свої війська з території Афганістану. |
| 2003      | Ірак          | Іракська війна, в якій бере участь також ряд американських союзників. Після повалення режиму Саддама Хусейна починається багаторічна окупація, яка характеризувалася високим рівнем насильства в країні, яке коштувало життя, за різними даними, до 655 тисячам іракців.                                                                                        |
| 2004      | Гаїті         | Після повалення президента Арістіда США посилають війська на Гаїті |
| 2004-2010 | Сомалі        | Повітряні удари США по ісламістам, активна підтримка урядових сил Сомалі в громадянській війні. |
| 2011      | Лівія         | Повітряні удари і ракетний обстріл країни в рамках інтервенції в Лівії. Підсумком стало повалення і вбивство глави держави Муаммара Каддафі, що стало приводом до громадянської війни у Лівії та її занепаді. |
| 2014      | Сирія та Ірак | 23-вересня 2014 року США і їх союзники почали бомбити позиції Ісламської Держави на території Сирії та Іраку. |
| 2015      | Ємен          | Ракетні удари США по позиціях єменських повстанців — хуситів і активна підтримка інтервенції Саудівської Аравії і її союзників в Ємені. |